# روبرت جوردون (ممثل)
روبرت جوردون (بالإنجليزية: Robert Gordon)‏ هو ممثل أمريكي، ولد في 3 مارس 1895 ببلفيل في الولايات المتحدة، وتوفي في 26 أكتوبر 1971 بفيكتورفيلي في الولايات المتحدة.

## وصلات خارجية
- روبرت جوردون على موقع IMDb (الإنجليزية)
- روبرت جوردون على موقع أول موفي (الإنجليزية)
- روبرت جوردون على موقع قاعدة بيانات الفيلم (الإنجليزية)
- روبرت جوردون على موقع كينوبويسك (الروسية)